# Oumou Sy
Oumou Sy (1952) es una diseñadora moda, de vestuario para cine y teatro, diseñadora de joyas y empresaria senegalesa. Está considerada uno de los nombres más importantes de la moda africana contemporánea. También es una de las pioneras de Internet en África Occidental.

## Biografía
De origen fulani, nació en 1952 en Diatar, cerca de Podor, en la región de Fouta Toro, cerca del río Senegal. Recibió una educación bastante estricta en el seno de una familia de 17 hijos. La madre es de Casamance, el padre -califa de la hermandad de Tidjane- muere cuando ella tiene cinco años.
A los 9 años rechazó un matrimonio concertado, a los 13 su madre le compró su primera máquina de coser y empezó a utilizar tejidos recuperados. Abrió su primer taller de costura en Saint-Louis donde su madre se había mudado con su nuevo esposo, un maestro. Siete años después, a los 20 años, bajo la marca Bagatelle-Couture, abrió su primera tienda de prêt-à-porter en Dakar. Oumou Sy trabaja tanto en el prêt-à-porter como en la alta costura. 
En Dakar conoció a varios artistas senegaleses. Dando clases en la Escuela de Bellas Artes de Dakar Ousmane Sembène, el principal cineasta de Senegal le puso en contacto con el director tunecino Brahim Babai donde realizó su primer trabajo de vestuario en la película La nuit de la décennie. Un año después Djibril Diop Mambéty la contrató  para Hyènes (1992), una crítica mordaz del orden económico poscololinal, donde dirigió su primer departamento de vestuario.
Empezó a trabajar en la industria del cine con el primer cineasta senegalés Ousmane Sembène en Guelwaar ( Ousmane Sembène, 1992) y luego con  Le siguieron otros trabajos: Samba Traoré ( Idrissa Ouedraogo, 1992), el corto Presiones ( Sanvi Panou, 1995), Les Caprices d'un rivière ( Bernard Giraudeau, 1996) –una historia ambientada en la región del río Senegal donde la diseñadora vivió su propia infancia–, Más allá del jardín ( Pedro Olea, 1996) o Le Déchaussé (Laurence Attali, 2003), cortometraje en el que interpretaba el papel de la propia Zaglad.
Además, colabora habitualmente con el mundo del espectáculo, realizando boubous para cantantes como Baba Maal o Youssou N'Dour.
Oumou Sy trabaja en la investigación sobre la historia africana y tiene el proyecto de reconstituir, con más de 3.000 piezas, todos los trajes de los reyes y reinas de África y desea construir en Senegal un museo que muestre el universo de cada soberano, cultivando así " la memoria textil del continente negro ». También está trabajando en un libro.
El nombre de Oumou Sy está asociado a numerosas iniciativas y eventos a gran escala en el África subsahariana. En 1990, creó en Dakar la escuela Leydi, para formar en artes tradicionales del traje y las galas.
En el proceso, lanzó un carnaval cuyo desfile con carrozas y música destaca en las calles de Dakar la investigación de los artistas visuales y estilistas que trabajan a su alrededor.
En 1996, abrió el primer cibercafé de África Occidental, el Metissacana, en la Medina. Cinco años después, en 2001 tiene que cerrar sus puertas cuando el proveedor principal es comprado por France Telecom.
En 1997 creó la primera Semana Internacional de la Moda de Dakar (SIMOD) que se celebra todos los años en Dakar y en la que participan desde 2000 diseñadores de quince países. se destaca como una encrucijada panafricana de la moda internacional.
Un año después creó el Carnal de Dakar, un desfile anual de bailarines, músicos y juerguistas disfrazados.
Implicada en el desarrollo del mundo rural, gestiona en Casamance (el país de su madre) un dispensario que se extiende por 42 pueblos.
En 2006, en el marco de la Bienal de Dakar, organizó un desfile en homenaje al presidente Léopold Sédar Senghor y, a través de sus poemas, a los signares  realzado con múltiples accesorios tomados de la tierra ( cauris, cuernos de buey, máscaras o instrumentos musicales).
En Alemania el Museum für Kunst und Gewerbe (MKG) de Hamburgo le dedicó una exposición en 2005. En 2007, sus obras se presentaron en la documenta 12 de Kassel, durante un evento de arte contemporáneo que solo tiene lugar cada cinco años.
En febrero de 2007 se celebró en Bamako el estreno mundial de Bintou Wéré, una ópera del Sahel, un espectáculo íntegramente compuesto e interpretado por artistas del Sahel . Esta ópera estaba particularmente cerca del corazón de Oumou Sy y su esposo, quien murió poco antes.

## Pionera de las nuevas tecnologías
Autodidacta, no aprendió a leer y escribir, pero, intuyendo los desafíos de las nuevas tecnologías, en 1996 abrió un innovador espacio de convivencia, el cibercafé Metissacana, creó un sitio-portal sobre Senegal, una empresa de servicios y más tarde lanzó una tienda en línea en 2000, lo que le permite distribuir algunas de sus creaciones. La estilista explicó su entusiasmo por la web por su ascendencia Fulani: “ Para mí, Internet es una herramienta para viajar sin moverme. Como soy de origen nómada, me gusta eso, esta libertad de viajar sin fronteras, sin administración central. Con nosotros, los Fulani, cuando queremos irnos, tomamos un puñado de arena en la mano, la dejamos correr para ver de dónde sopla el viento y salimos para donde la arena se va volando. Con Internet, es un poco lo mismo. ».
Oumou Sy es la primera ganadora del premio RFI Net Afrique, que le fue otorgado el 26 de enero de 2001 entregado a Camerún con motivo de la Feria Yaundé NetCom. Este galardón saluda su compromiso con la lucha contra la brecha digital en el continente africano: “ Es una nueva forma de colonialismo. Ahora pasa por las nuevas tecnologías. ella dice.

## Controversia
También directora de una agencia de modelos, fue acusada de complicidad en proxenetismo en 2001, en el marco de los festejos por el 32 aniversario de la Revolución organizada en Trípoli. Ante este incidente, que puso en peligro las relaciones diplomáticas entre Senegal y Libia durante algún tiempo, se creó un comité de apoyo internacional que reunió a personalidades como los cantantes France Gall, Youssou N'Dour, Baba Maal, el artista visual Ousmane Sow o los cineastas Laurence. Attali y Cheick Oumar Sissoko. Encarcelada durante 33 días, luego liberada bajo fianza durante casi 11 meses, la diseñadora fue finalmente absuelta en agosto de 2002. Además de la humillación sufrida, la estilista también deberá enfrentarse a las dificultades económicas provocadas por estas disputas con la justicia.

## Premios y reconocimientos
Sin embargo, estas pruebas no empañaron su reputación.
En 1998, Oumou Sy fue distinguida con el Premio de la Fundación Príncipe Claus .
En 2000, fue nombrada embajadora de la moda africana en la Exposición Universal de Hannover.
En 2003, la Semana de la Moda en Roma la conoce con un premio especial.
El 26 de mayo de 2006 es reconocida con el Chevalier de l’Ordre National de la Légion d’honneur en la residencia del emabador de Francia en Senegal.

## Vida personal
La se casó con el productor de cine francés  Michel Mavros, que murió en octubre de 2006.  La pareja se conoció en Guinée-Bissau durante la grabación de Po di Sangui de Flora Gomes.
Oumou Sy es madre de cinco hijos. Uno de sus hijos, Hamadou Makhtar Depina (nacido en 1981) también es estilista.
También es tía del videógrafo Pape San y del rapero Zuukou Mayzie.

## Filmografía
- Sénégalais, Sénégalaise, documentaire de Laurence Attali 1994 (portrait de Oumou Sy)
- Même le vent, court métrage fiction de Laurence Attali 1999
- Baobab, court métrage docu-fiction de Laurence Attali - 2000
- Le Déchaussé, court métrage fiction de Laurence Attali 2003
- (en alemán) Kunst und Kosmos, téléfilm allemand de Jens Tilmann, 2007
- Oumou Sy créatrice africaine, documentaire, 26 min
- Oumou Sy : une femme de style, reportage de Pascal Priestley et Jason Arvanitis (« 24h à Dakar », TV5)
- Oumou Sy, la grande dame de la mode africaine, documentaire de Susan Chales de Beaulieu et Claudia Deja (Allemagne, 2003, 52 min)